# Російські Автобуси
Компанія «Російські Автобуси» (рос. «Русские Автобусы»; до травня 2004 року — «РусАвтоПром», створена 7 серпня 2000 року) об'єднує російських виробників автобусів різних класів:
- ТзОВ «Павловський автобусний завод» (ПАЗ) — малий клас, а також автобуси типу «Аврора» (міська модифікація);
- ТзОВ «Курганський автобусний завод» (КАВЗ) — середній клас та спеціальна техніка;
- ТзОВ «Лікінский автобусний завод» (ЛиАЗ) — міські автобуси великого і особливо великого класів;
- ВАТ «Голіцинський автобусний завод» (ГолАЗ) — міжміські туристичні автобуси;
- ВАТ «Канашський автоагрегатний завод» (КААЗ) — виробництво агрегатної бази для автобусної техніки.

У 2005 році внаслідок реструктуризації виробничих активів ВАТ «РусПромАвто» підприємства ввійшли до складу автомобілебудівного холдингу Група ГАЗ.